# Scaphura infuscata
Scaphura infuscata är en insektsart som beskrevs av Brunner von Wattenwyl 1878. Scaphura infuscata ingår i släktet Scaphura och familjen vårtbitare. Inga underarter finns listade i Catalogue of Life.